# Anderson-ruit
De Andersonruit is een type tartan, een geruite wollen stof, afkomstig uit Schotland. Een monster van deze ruit werd in 1815 gegeven aan de Highland Society of London.
De naam Anderson (zoon van Andrew) komt veel voor in Schotland. Dat is niet zo vreemd, omdat de Heilige Andrew (Andreas) de patroonheilige is van het land. De naam komt met name veel voor in de Schotse Laaglanden.